# 英国时髦
英国时髦（英语：UK funky，有时被称为UKF或Funky）是一种电子舞曲，起源于英国，深受时髦浩室、英国车库的影响。通常，英国时髦将节拍、低音循环和合成器与非洲和拉丁打击乐与当代节奏布鲁斯风格的人声相结合。

## 特点
英国时髦音乐的节奏速度（BPM）约为每分钟130拍。鼓点模式在不同曲目之间有所不同，采用“四拍子节拍”或切分音风格。鼓点模式通常也包含打击乐，演奏受非洲风格启发的节奏。乐器种类繁多，但鼓机和合成器较为常见。在节奏、音乐和人声方面，英国时髦与车库音乐有相似之处。英国时髦深受部落音乐、灵魂音乐和贝斯浩室音乐的影响。类似的音乐类型包括南非浩室、破碎拍子、电子乐和车库音乐。